# Mario Glavaš (književnik)
Mario Glavaš (Tuzla, 25. svibnja 1976.), hrvatski je i bosanskohercegovački književnik i glazbenik.

## Životopis
Mario Glavaš rođen u Tuzli 1976. godine. Završio je školu za turističkog tehničara. Od srednjoškolskih dana piše pjesme. Živio je u Engleskoj (London) i Hrvatskoj (Zagreb). Studirao je na više fakulteta. U Zagrebu je studirao povijest i informatologiju na Filozofskom fakultetu, u Tuzli psihologiju i pedagogiju, pa u Sarajevu novinarstvo, te svjetsku književnost. Djeluje i kao glazbenik. Glazbeni izričaj mu je punk. Kroz tu glazbu iskazuje buntovnički stav. Piše tekstove za pjesme u bendovima gdje je nastupao. Pjevao je u sastavu The Schlajmers, pa u alternativnom sastavu Hela. Antiglobalističkih je stavova, vlastita poimanja vjere i društva. Teme kojima se bavi su ljubav, duhovnost, mistika, socijalno-buntovne teme, te novi svjetski poredak. Prvu knjigu objavio je 1998. godine, knjigu Sam protiv svih. Od 1999. godine je u glazbi kao DJ. Nastupao pod imenom DJ Mario Atma i DJ Mario – Sun Mystic. Omiljeni mu je pravac u elektroničkoj glazbi – goa i psytechno. Drugu knjigu Oči u sunce objavio je mnogo poslije, 2013. godine. Poezija mu ima cikluse mističko-religijskih, ljubavnih, erotskih, futurističkih pjesama. Živi na relaciji Zagreb-Mostar-Sarajevo-Tuzla.